# Cupid's Arrow
Cupid's Arrow is de twintigste aflevering van het achtste seizoen van het tienerdrama Beverly Hills, 90210, die voor het eerst werd uitgezonden op 11 februari 1998.

## Plot
Als David en Valerie samen wakker worden dan horen ze ineens op de radio het lied van David die hij pas gemaakt heeft met de band “Jasper’s Law”. Valerie baalt een beetje van het liedje omdat David dit in het verleden geschreven heeft voor Donna. David blijft haar zeggen dat Donna uit zijn leven is en dat hij met Valerie verder wil. Valerie is bijna overtuigd totdat Donna hem belt om met het uitzenden van zijn lied te feliciteren. Noah krijgt een verrassing te verwerken. In zijn club komt ineens een oude bekende binnen, zijn halfbroer Josh. Noah is niet echt blij hem te zien omdat hij vroeger altijd met hem ruzie had. Josh vertelt dat hij gaat trouwen en wil graag dat Noah hierbij wil zijn. Noah bezwijkt en laat Josh weer toe in zijn leven. Ondertussen zijn David en Donna samen aan het winkelen voor cadeaus voor hun geliefden voor Valentijnsdag. Ze hebben niet aan hun partners verteld dat ze samen zijn, om hen niet jaloers te maken.
Als ze klaar zijn en terugrijden, raken ze verzeild in een ongeluk en Donna raakt gewond aan haar rug. Ze weigeren medische hulp en gaan naar de After Dark waar Noah en Valerie op hen wachten. Nu ze samen en veel te laat binnen komen, wekt dat toch wat achterdocht bij hen. Noah en Valerie zijn niet echt overtuigd van hun bedoeling en vooral Noah zet het op het drinken. Op het einde van de avond is Noah onder invloed en praat wat na met Josh en Valerie. Josh wil een spannende nacht met Valerie en gooit GHB in haar drankje. Maar dan wordt Josh afgeleid door een telefoontje en brengt Noah Valerie naar zijn kantoor om haar daar te laten slapen. Valerie is nu onder invloed van GHB wat Noah niet weet en Noah denkt dat Valerie hem aan het versieren is en gaat daarop in zodat ze samen seks hebben. De volgende morgen worden ze wakker en Valerie voelt zich net alsof ze een kater heeft. Noah beseft dat ze samen seks hebben gehad en vraagt Valerie om te gaan. Valerie weet helemaal niets meer van de nacht en voelt zich niet lekker en gaat naar de dokter. Daar hoort ze dat gedrogeerd is met GHB en dan beseft ze dat Noah dit gedaan moet hebben. Noah komt terug op de boot waar Donna en Josh zijn, daar komt David binnenstormen en wil Noah aanvallen en beschuldigd hem van verkrachting van Valerie. Ondertussen raakt Donna verslaafd aan pijnstillers.
Kelly en Jeff zijn van plan om samen de nacht door te brengen in een hotel. Voordat ze zich terugtrekken in de kamer vertelt Kelly Jeff dat ze hier niet mee kan doorgaan omdat ze nog niet over Brandon heen is. Ze verlaat Jeff en gaat naar huis en daar hoort ze op haar antwoordapparaat allemaal berichten van Brandon dat hij nog steeds van haar houdt. Kelly zoekt Brandon op en vertelt hem dat zij ook nog van hem houdt, waarop ze in elkaars armen vallen.
Steve heeft een drukke avond met afspraakjes met verschillende dames. Als zijn plan uitkomt, verlaten de dames hem een voor een. Dan wordt hij ineens gekust door een vreemde dame die hem ook weer snel verlaat. Steve is helemaal onder de indruk van haar en wil graag weten wie zij is. Hij rijdt rond in zijn auto en wordt dan aangehouden door de politie. De politieagent blijkt een vrouw te zijn, het is de geheimzinnige dame van de kus.

## Rolverdeling
- Jason Priestley - Brandon Walsh
- Jennie Garth - Kelly Taylor
- Ian Ziering - Steve Sanders
- Brian Austin Green - David Silver
- Tori Spelling - Donna Martin
- Tiffani Thiessen - Valerie Malone
- Joe E. Tata - Nat Bussichio
- Lindsay Price - Janet Sosna
- Vincent Young - Noah Hunter
- Michael Reilly Burke - Jeff Stockmann
- Michael Trucco - Josh Hunter